# Kleine veldkers
De kleine veldkers  (Cardamine hirsuta) is een 7-30 cm hoge, eenjarige plant uit de kruisbloemenfamilie (Brassicaceae). De planten zijn meestal groen, maar kunnen ook paars gekleurd zijn.

## Botanischebeschrijving
De plant bloeit van februari tot juli. De 2-3 mm grote kroonblaadjes zijn wit op een groene stengel en elliptisch gevormd. De tweeslachtige bloemen kennen zelfbestuiving. Hierdoor kan zich ook bij lage temperaturen (waarbij nog geen insecten actief zijn) zaad ontwikkelen. De kroonblaadjes blijven soms aanwezig terwijl de zaadjes al rijpen.
De zaadjes ontkiemen in de herfst. De plantjes blijven gedurende de winter groen en bloeien vervolgens het daaropvolgende voorjaar. De bloeitijd loopt meestal van maart tot mei, maar soms is er een nabloei in de herfst.
De stengel groeit vrij recht omhoog. De plant is grotendeels kaal. De plant heeft een wortelrozet van geveerde bladeren, evenals twee tot vier stengelbladeren. De hauwen zijn 1,2-2,5 cm lang en 0,8-1,2 mm breed en staan rechtomhoog op een 0,3-1,3 mm lange steel. Als de hauw rijp is springt deze open waarbij de twee kleppen van beneden naar boven snel oprollen, waardoor de 1-1,5 mm lange zaden weggeschoten worden. Dit proces wordt ook (vroegtijdig) geactiveerd bij aanraking van de plant. De kleine veldkers wordt veelal beschouwd als onkruid.

## Voorkomen
De kleine veldkers komt van nature voor op kalkachtige, zanderige grond in Europa, Oost-Afrika en oostwaarts in Azië tot aan de Himalaya en is geïntroduceerd in Noord-Amerika.

## Gebruik
Kleine veldkers is een vergeten wintergroente die veel vitaminen bevat. Het blad heeft een peperige smaak en kan worden gebruik in salades, in stamppot en als broodbeleg.

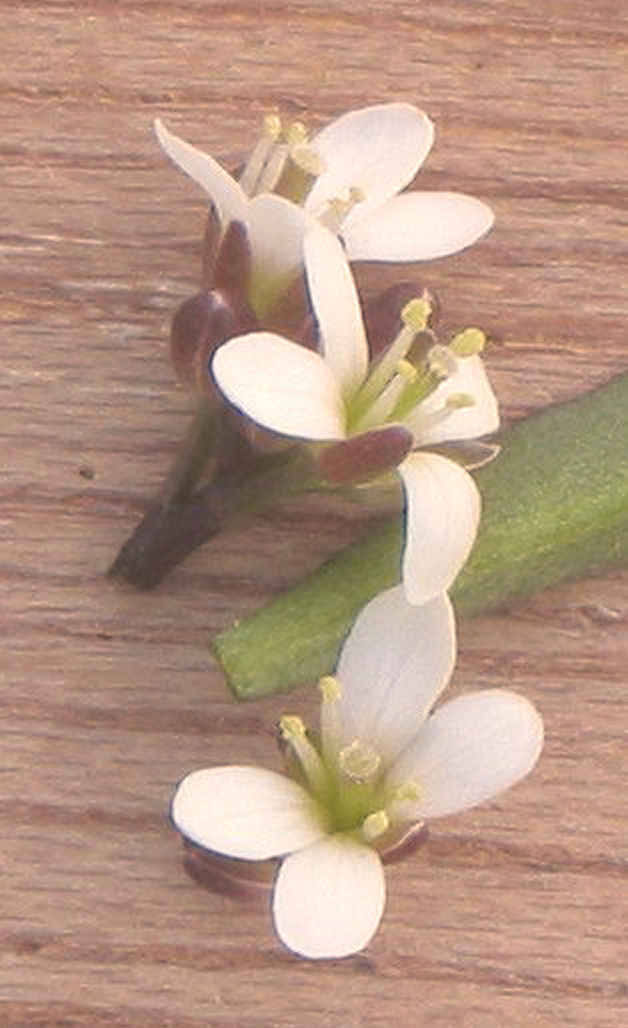
Bloemen
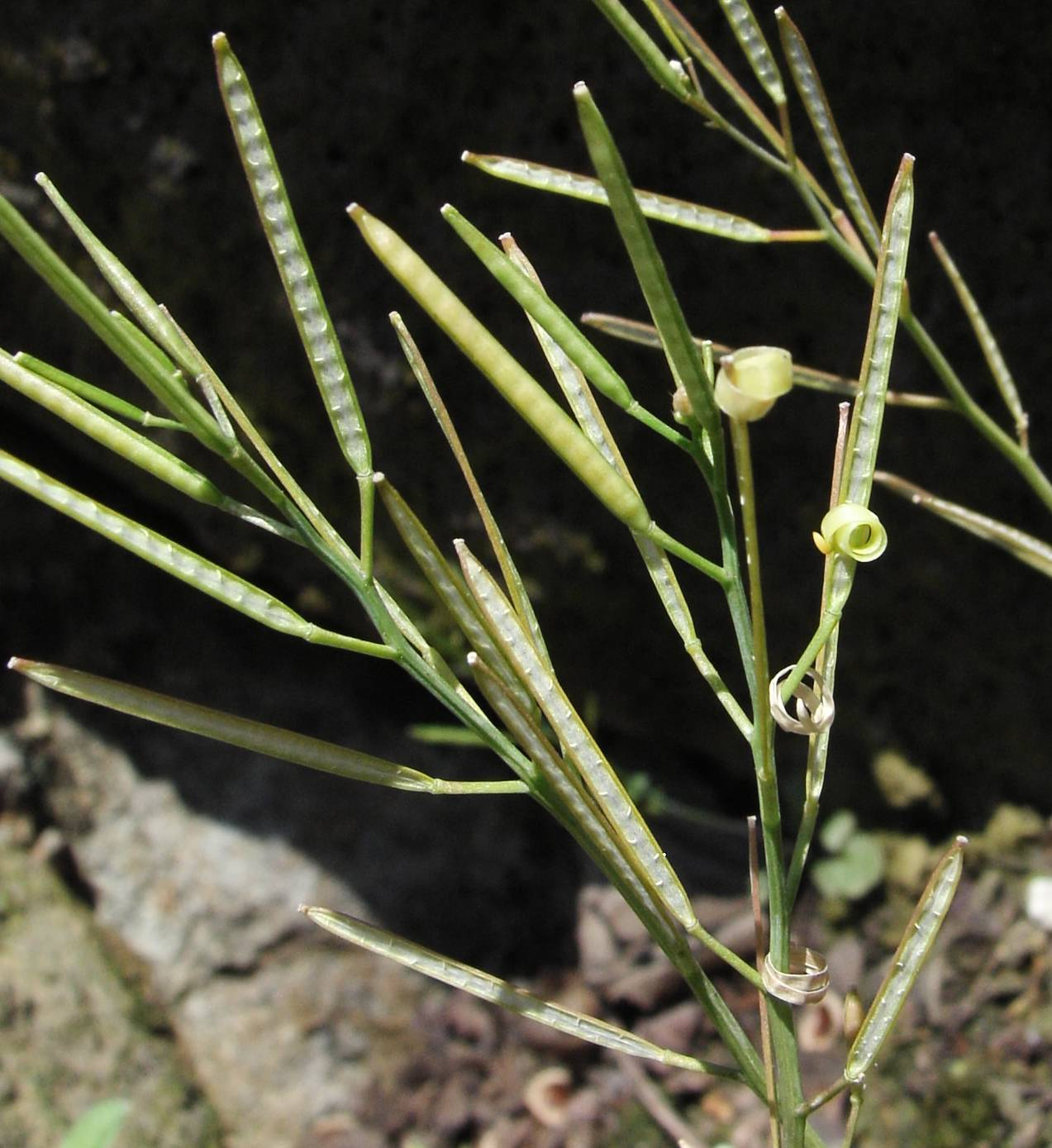
Hauwen
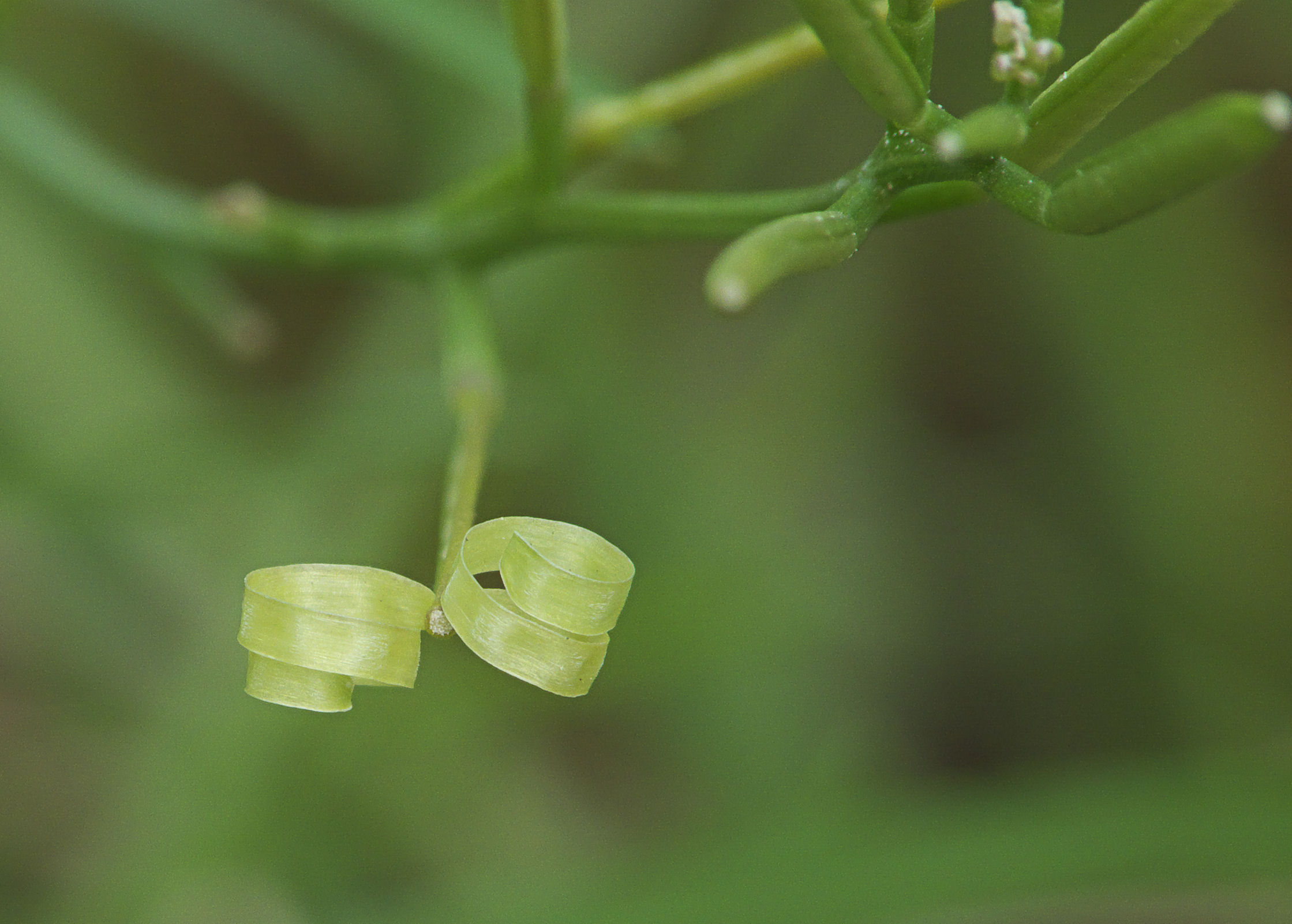
Opengesprongen hauw
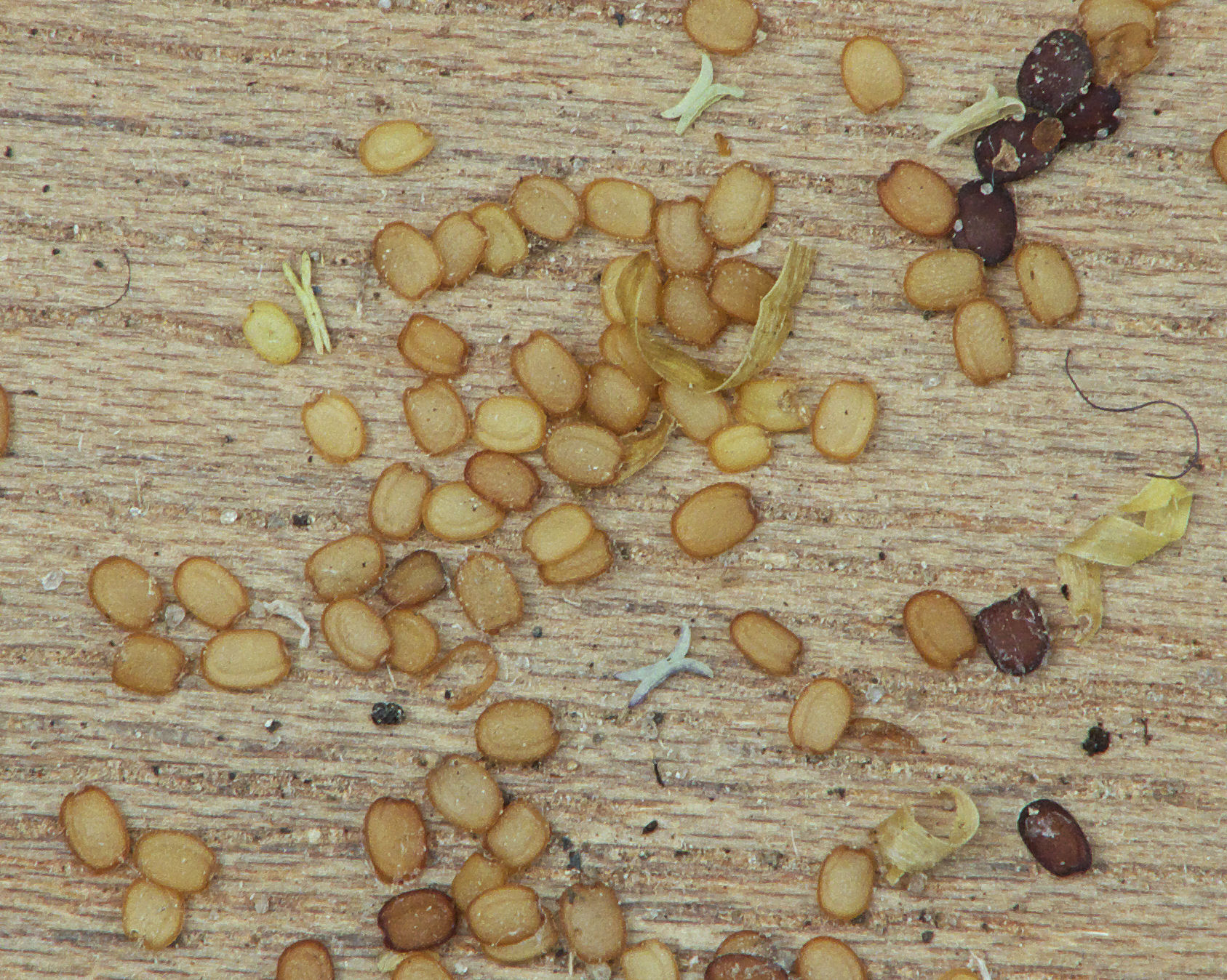
Zaden